# Club Ourense Baloncesto
O Club Ourense Baloncesto é um clube profissional de basquete situado na cidade de Ourense, Galiza, Espanha  que disputa atualmente a LEB Ouro.

## História
O clube foi fundado em 1979 com o nome de Club Bosco-Salesianos e naquela temporada ficou conhecido como Aspol Bosco por causa do seu patrocinador. Seu próximo apoiador, o qual deu possibilidades para que o clube chegasse a 2ª Divisão, foi o Fajauto Electromecánica.
A partir da Temporada 1984-85, passou a se chamar Caixa Ourense, parceria que durou 6 temporadas, e logo na Temporada 1985-86 ascenderam para a 1ª Divisão B após sagrar-se campeão de um grupo composto por Navarra, Guadalajara e Córdoba. No cruzamento dos campeões dos grupos, o Andorra acabou por vencer por 4 pontos.  Nesta mesma época a cidade de Ourense recebe a ilustre visita da equipe do Real Madrid.
Com o crescimento do basquetebol em Ourense, fundaram o Club Ourense Baloncesto que veio a fundir-se com o Bosco-Salesiano em 6 de Junho de 1987. Assim nascia o C.O.B.

## Uniforme
| Casa | Visitante |

## Temporada por Temporada
| Temporada | Nível | Divisão      | Pos. | Pós Temporada            | TR    | PL  | Copa del Rey      | Outras Copas   | Outras Copas | Competições Européias | Competições Européias | Competições Européias |
| --------- | ----- | ------------ | ---- | ------------------------ | ----- | --- | ----------------- | -------------- | ------------ | --------------------- | --------------------- | --------------------- |
| 1979–80   | 4     | 3ª Divisão   |      | –                        |       |     | –                 | –              | –            | –                     | –                     | –                     |
| 1980–81   | 4     | 3ª Divisão   | 6    | –                        |       |     | –                 | –              | –            | –                     | –                     | –                     |
| 1981–82   | 4     | 3ª Divisão   | 6    | –                        |       |     | –                 | –              | –            | –                     | –                     | –                     |
| 1982–83   | 4     | 3ª Divisão   | 6    | –                        |       |     | –                 | –              | –            | –                     | –                     | –                     |
| 1983–84   | 4     | 3ª Divisão   | 1    | Promovido                |       |     | –                 | –              | –            | –                     | –                     | –                     |
| 1984–85   | 3     | 2ª Divisão   | 4    | –                        |       |     | –                 | –              | –            | –                     | –                     | –                     |
| 1985–86   | 3     | 2ª Divisão   | 2    | Promovido                |       |     | –                 | –              | –            | –                     | –                     | –                     |
| 1986–87   | 2     | 1ª Divisão B | 17   | –                        | 11–11 | 5–7 | –                 | –              | –            | –                     | –                     | –                     |
| 1987–88   | 2     | 1ª Divisão B | 18   | Playoffs de Rebaixamento | 13–27 | 3–1 | –                 | –              | –            | –                     | –                     | –                     |
| 1988–89   | 2     | 1ª Divisão B | 1    | Promovido                | 19–11 | 5–2 | –                 | –              | –            | –                     | –                     | –                     |
| 1989–90   | 1     | Liga ACB     | 21   | Playoffs de Rebaixamento | 12–24 | 4–4 | Primeira Fase     | –              | –            | –                     | –                     | –                     |
| 1990–91   | 1     | Liga ACB     | 11   | Oitavas de Finais        | 15–19 | 3–3 | Primeira Fase     | –              | –            | –                     | –                     | –                     |
| 1991–92   | 1     | Liga ACB     | 21   | Playoffs de Rebaixamento | 10–24 | 3–3 | Primeira Fase     | –              | –            | –                     | –                     | –                     |
| 1992–93   | 1     | Liga ACB     | 8    | Quartas de Finais        | 15–16 | 2–2 | Segunda Fase      | –              | –            | –                     | –                     | –                     |
| 1993–94   | 1     | Liga ACB     | 8    | Quartas de Finais        | 12–16 | 3–3 | Quartas de Finais | –              | –            | –                     | –                     | –                     |
| 1994–95   | 1     | Liga ACB     | 15   | –                        | 17–21 | –   | Segunda Fase      | –              | –            | –                     | –                     | –                     |
| 1995–96   | 1     | Liga ACB     | 17   | Playoffs de Rebaixamento | 13–25 | 3–1 | –                 | –              | –            | –                     | –                     | –                     |
| 1996–97   | 1     | Liga ACB     | 16   | Playoffs de Rebaixamento | 10–24 | 3–1 | –                 | –              | –            | –                     | –                     | –                     |
| 1997–98   | 1     | Liga ACB     | 18   | Rebaixado                | 8–26  | 1–3 | –                 | –              | –            | –                     | –                     | –                     |
| 1998–99   | 2     | LEB Ouro     | 7    | Quartas de Finais        | 14–12 | 4–5 | –                 | Copa Príncipe  | QF           | –                     | –                     | –                     |
| 1999–00   | 2     | LEB Ouro     | 2    | Promovido                | 20–10 | 6–3 | –                 | Copa Príncipe  | C            | –                     | –                     | –                     |
| 2000–01   | 1     | Liga ACB     | 18   | Rebaixado                | 9–25  | –   | –                 | –              | –            | –                     | –                     | –                     |
| 2001–02   | 2     | LEB Ouro     | 3    | Semifinalista            | 25–5  | 3–5 | –                 | Copa Príncipe  | SF           | –                     | –                     | –                     |
| 2002–03   | 2     | LEB Ouro     | 9    | –                        | 14–16 | –   | –                 | –              | –            | 3 EuroCup Challenge   | FG                    | 8–8                   |
| 2003–04   | 2     | LEB Ouro     | 16   | Playoffs de Rebaixamento | 14–20 | 3–2 | –                 | –              | –            | –                     | –                     | –                     |
| 2004–05   | 2     | LEB Ouro     | 17   | Rebaixado                | 11–23 | 1–3 | –                 | –              | –            | –                     | –                     | –                     |
| 2005–06   | 3     | LEB Prata    | 4    | Semifinalista            | 19–11 | 3–5 | –                 | –              | –            | –                     | –                     | –                     |
| 2006–07   | 3     | LEB Prata    | 3    | Semifinalista            | 22–12 | 3–4 | –                 | Copa LEB Prata | C            | –                     | –                     | –                     |
| 2007–08   | 3     | LEB Prata    | 14   | –                        | 12–22 | –   | –                 | –              | –            | –                     | –                     | –                     |
| 2008–09   | 3     | LEB Prata    | 10   | –                        | 15–15 | –   | –                 | –              | –            | –                     | –                     | –                     |
| 2009–10   | 2     | LEB Ouro     | 15   | –                        | 13–21 | –   | –                 | –              | –            | –                     | –                     | –                     |
| 2010–11   | 2     | LEB Ouro     | 18   | Rebaixado                | 9–25  | –   | –                 | –              | –            | –                     | –                     | –                     |
| 2011–12   | 3     | LEB Prata    | 2    | Promovido                | 17–7  | 8–4 | –                 | –              | –            | –                     | –                     | –                     |
| 2012–13   | 2     | LEB Ouro     | 13   | Rebaixado                | 9–17  | 2–3 | –                 | –              | –            | –                     | –                     | –                     |
| 2013–14   | 2     | LEB Ouro     | 12   | –                        | 8–18  | –   | –                 | –              | –            | –                     | –                     | –                     |
| 2014–15   | 2     | LEB Ouro     | 2    | Promovido                | 20-8  | 8-2 | –                 | –              | –            | –                     | –                     | –                     |
| 2015-16   | 2     | LEB Ouro     | 8    | Quartas de Final         | 15-15 | 2-3 | -                 | -              | -            | -                     | -                     | -                     |

### Competições Européias
- 2002–03: EuroCup Challenge – Eliminado na segunda fase de grupos